# Sciaphila multiflora
Sciaphila multiflora är en enhjärtbladig växtart som beskrevs av Giesen. Sciaphila multiflora ingår i släktet Sciaphila och familjen Triuridaceae. Inga underarter finns listade.